# De Iongh

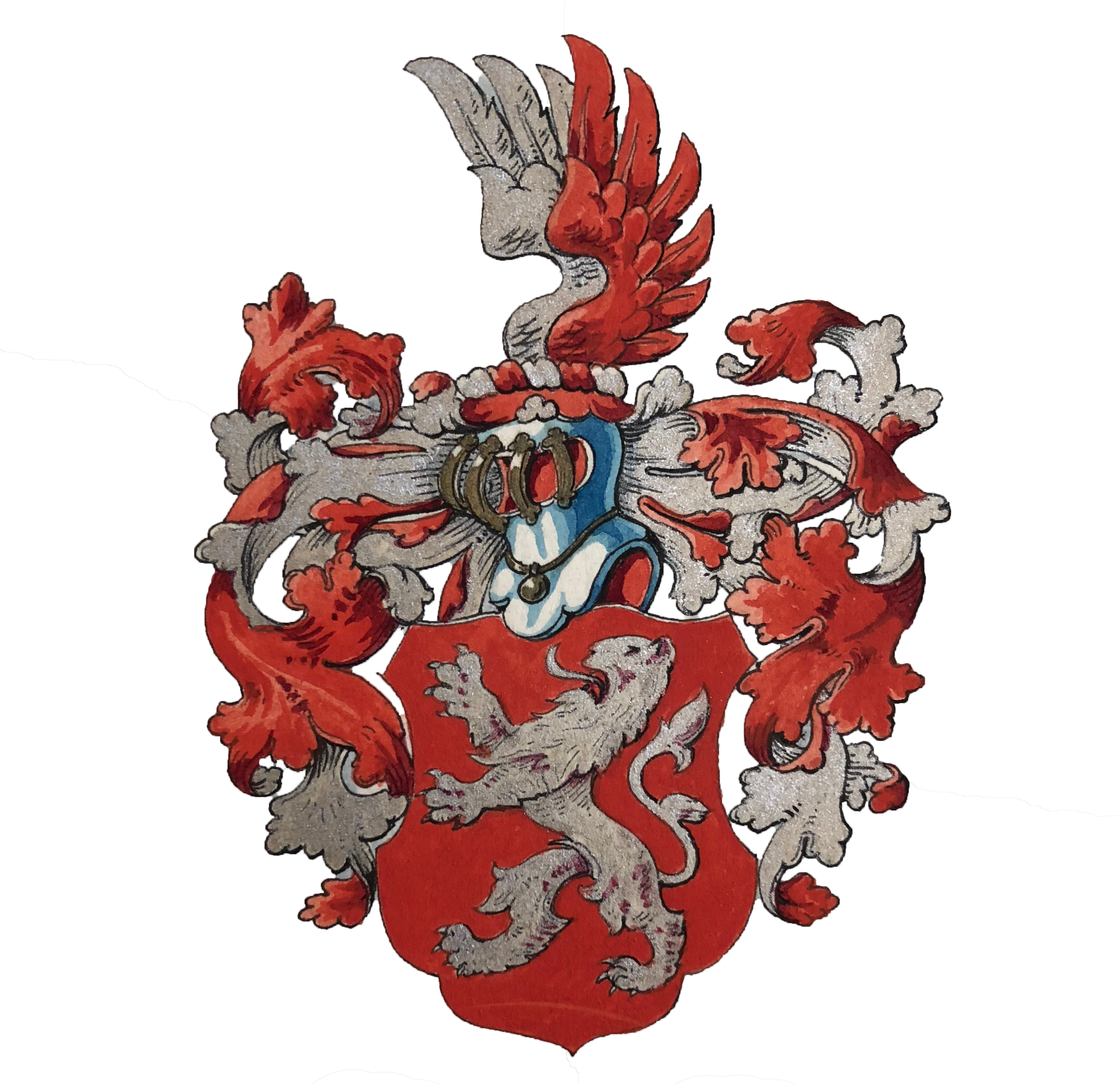
Familiewapen de Iongh

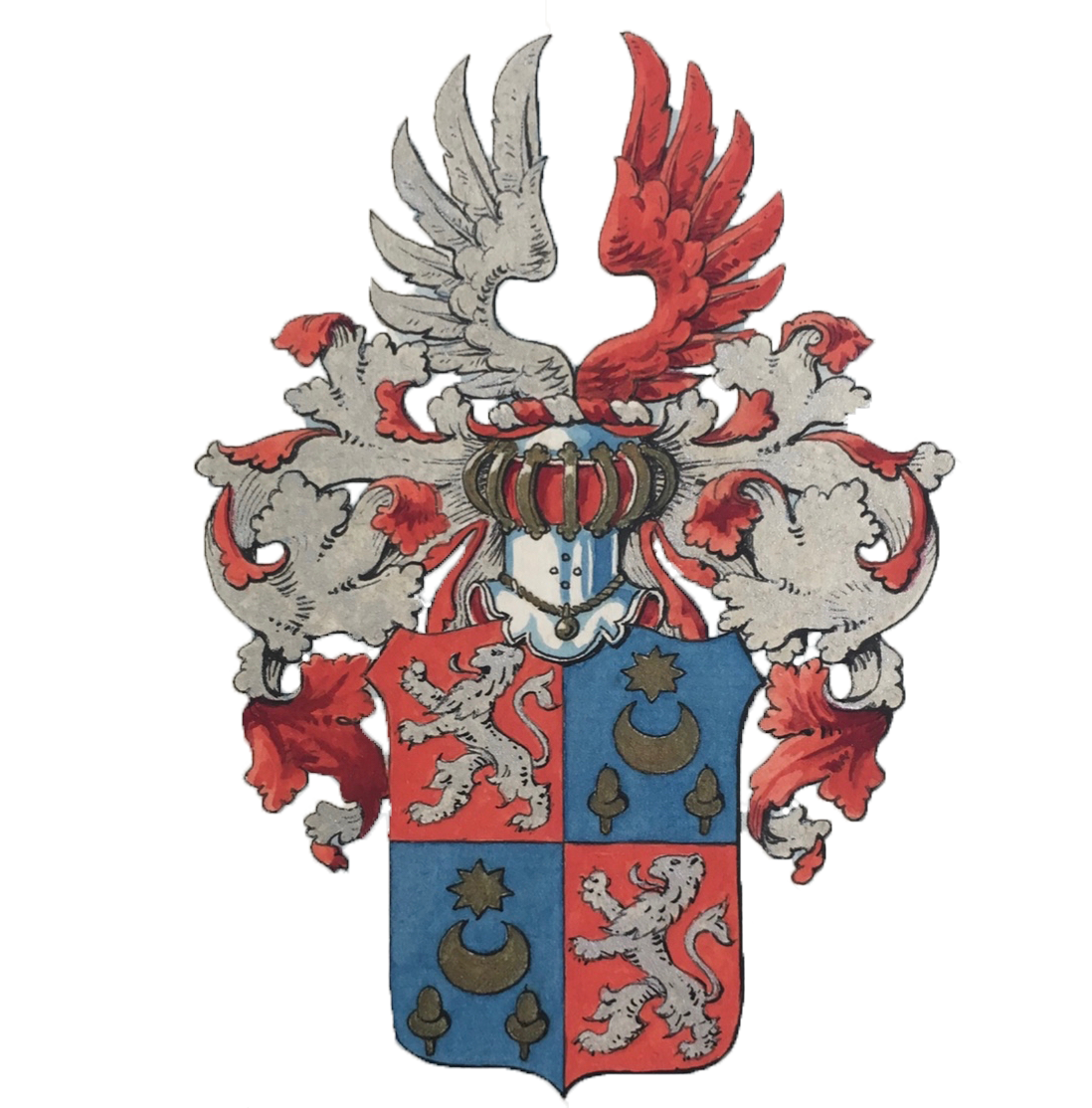
Familiewapen Crena de Iongh

De Iongh (ook: Crena de Iongh) is een Nederlandse familie waarvan de genealogie is opgenomen in het genealogisch naslagwerk Nederland's Patriciaat.

## Geschiedenis
De stamreeks begint met Jan de Iongh, geboren omstreeks het jaar 1545.
Samuel Crena de Iongh, geboren te Lage Zwaluwe 31 oktober 1813. Was koopman in granen en makelaar, overleden te Dordrecht 22 september 1894, huwde te Dordrecht 6 december 1843 met Catharina Maria Vos van Hagestein, geboren te Dordrecht 5 juni 1821, overleden te Dordrecht 11 januari 1881, dochter van Adrianus en Johanna Helena van Buul. Hij kreeg bij Koninklijk besluit van 17 maart 1871 vergunning zich Samuel 'Crena de Iongh' te noemen.

#### Wapens
- Het familiewapen van De Iongh is een schild met in rood een leeuw van zilver. Het helmteken is een zilver-rode vlucht en de dekkleden zilver en rood.[1]
- Het wapen van Crena de Iongh is een schild met in rood een zilveren leeuw (de Iongh) en in blauw een wassende maan, vergezeld van boven een achtpuntige ster en van onderen van twee eikels, de steelen naar beneden, alles van goud. Het helmteken is een zilver-rode vlucht en de dekkleden zilver en rood.[1]

## Enkele telgen
- Mr. Conrad Theodor (Coen) de Iongh (Semarang, Java, 22 april 1916 – Noordzee, 10 juni 1943). Engelandvaarder
- Cornelis Adrianus Crena de Iongh (Rotterdam 1918 - Alkmaar 2001), burgemeester van Ruinen
- Mr. Daniël Crena de Iongh, Bankier (Dordrecht 21-4-1888 - New York (Verenigde Staten)). President der Nederlandsche Handelsmaatschappij te Amsterdam.[2]
- Hendrik de Iongh (Dordrecht, 4 augustus 1877 - Den Haag, 9 augustus 1962). Militair, schermer en olympiër.